# الإنسان يعيش مرة واحدة (فلم)
الإنسان يعيش مرة واحدة، فيلم انتج عام 1981 من بطولة عادل إمام و يسرا وعلي الشريف زين العشماوي، ومن إخراج سيمون صالح.قصة وسيناريو وحوار: وحيد حامد، والموسيقى التصويرية بواسطة جمال سلامة.

## القصة
تنتقل الدكتورة أمل (يسرا) للعمل بالسلوم بعد مصرع خطيبها، تلتقي هناك بهاني (عادل إمام) وتتوطد علاقتهما. تنمو الصداقة بين هاني وحارس المدرسة الصعيدي بكري (علي الشريف) الذي يختفي هربًا من ثأر، يتفق هاني وأمل على الزواج والسفر إلى القاهرة ومعهما بكري، يصل هريدي غريم بكري إلى السلوم ويتمكن هريدي من اللحاق بالقطار بعد أن يعلم بسفر بكري، ويتمكن من إصابته. يطارده هاني، ويتحامل بكري على نفسه، ويتمكن من إصابة هريدي الذي يقع في قبضة الشرطة.

## طاقم التمثيل
- عادل إمام
- يسرا
- علي الشريف

## وصلات خارجية
- مقالات تستعمل روابط فنية بلا صلة مع ويكي بيانات